# 北海道道1070号上武利丸瀬布線
北海道道1070号上武利丸瀬布線（ほっかいどうどう1070ごう かみむりいまるせっぷせん）は、北海道紋別郡遠軽町内を結ぶ一般道道（北海道道）である。

## 概要

### 路線データ
- 起点：北海道紋別郡遠軽町丸瀬布上武利
- 終点：北海道紋別郡遠軽町丸瀬布中町（国道333号・北海道道306号丸瀬布上渚滑線交点）
- 路線延長：28.8 km

## 歴史
- 1986年（昭和61年）3月31日  - 路線認定[1]。

## 路線状況

### 冬季通行止区間
- 起点 - 山彦の滝入口 13.5 km（11月下旬 - 5月下旬）
- 山彦の滝入口 - 上武利271番地 3.0 km（11月下旬 - 4月下旬）

## 地理

### 通過する自治体
- オホーツク総合振興局
  - 紋別郡遠軽町

### 交差する道路
遠軽町
- 国道333号 - 丸瀬布中町（終点）
- 北海道道306号丸瀬布上渚滑線 - 丸瀬布中町（終点）
- 林道滝雄・厚和線

### 沿線にある施設など
遠軽町
- 丸瀬布温泉 - 丸瀬布上武利
- 神居滝簡易郵便局 - 丸瀬布上武利180-2
- 丸瀬布森林公園いこいの森 - 丸瀬布上武利
- 武利ダム - 丸瀬布武利
- 丸瀬布総合スポーツ公園 - 丸瀬布新町
- 丸瀬布厚生病院 - 丸瀬布新町274
- 遠軽町立丸瀬布中学校 - 丸瀬布新町
- 遠軽町役場丸瀬布総合支所 - 丸瀬布中町115-2